# Ohlstedt
Ohlstedt – stacja metra hamburskiego na linii U1. Stacja została otwarta 12 września 1918. 

## Położenie
Stacja Ohlstedt posiada 120 metrowy peron wyspowy położony na nasypie. Znajduje się na południe od Westerfelde / Alte Dorfstraße w dzielnicy Wohldorf-Ohlstedt. Wzdłuż tej drogi znajduje się również budynek dworca, z którego prowadzą schody na peron. Na stacji nie ma windy.
Za stacją w kierunku północnym znajdują się tory manewrowe.